# Heptathela higoensis
Espèce
Synonymes
- Heptathela kimurai higoensis Haupt, 1983
- Heptathela nishikawai Ono, 1998
- Heptathela yaginumai Ono, 1998

Heptathela higoensis est une espèce d'araignées mésothèles de la famille des Liphistiidae.

## Distribution
Cette espèce est endémique de Kyūshū au Japon. Elle se rencontre dans les préfectures de Kumamoto, de Miyazaki et de Kagoshima.

## Description
Les mâles mesurent de 8,80 à 11,00 mm et les femelles de 8,00 à 12,80 mm.

## Systématique et taxinomie
Cette espèce a été décrite sous le protonyme Heptathela kimurai higoensis par Haupt en 1983, elle a été élevée au rang d'espèce par Ono en 1998.
Les espèces Heptathela nishikawai et Heptathela yaginumai ont été placées en synonymie par Xu, Ono, Kuntner, Liu et Li en 2019.

## Étymologie
Son nom d'espèce, composé de higo et du suffixe latin -ensis, « qui vit dans, qui habite », lui a été donné en référence au lieu de sa découverte, Higo, un nom traditionnel de la préfecture de Kumamoto.

## Publication originale
- Haupt, 1983 : « Vergleichende Morphologie der Genitalorgane und Phylogenie der liphistiomorphen Webspinnen (Araneae: Mesothelae). I. Revision der bisher bekannten Arten. » Zeitschrift für Zoologische Systematik und Evolutionsforschung, vol. 21, p. 275-293 (de).